# Ejército romano del este
El ejército romano del este se refiere al ejército de la sección oriental del Imperio Romano, de división definitiva del Imperio en el año 395 a la reorganización del ejército por temas después de la pérdida permanente de Siria, Palestina y Egipto por los árabes en el siglo VII. El ejército romano del este es, pues, la fase entre el ejército romano tardío del siglo IV y el ejército bizantino del siglo VII en adelante.
En sus características esenciales, la organización del ejército romano del este se mantuvo similar a la configuración del siglo IV. Este artículo se centra en los cambios a la configuración durante los siglos V y VI.

## Fuentes

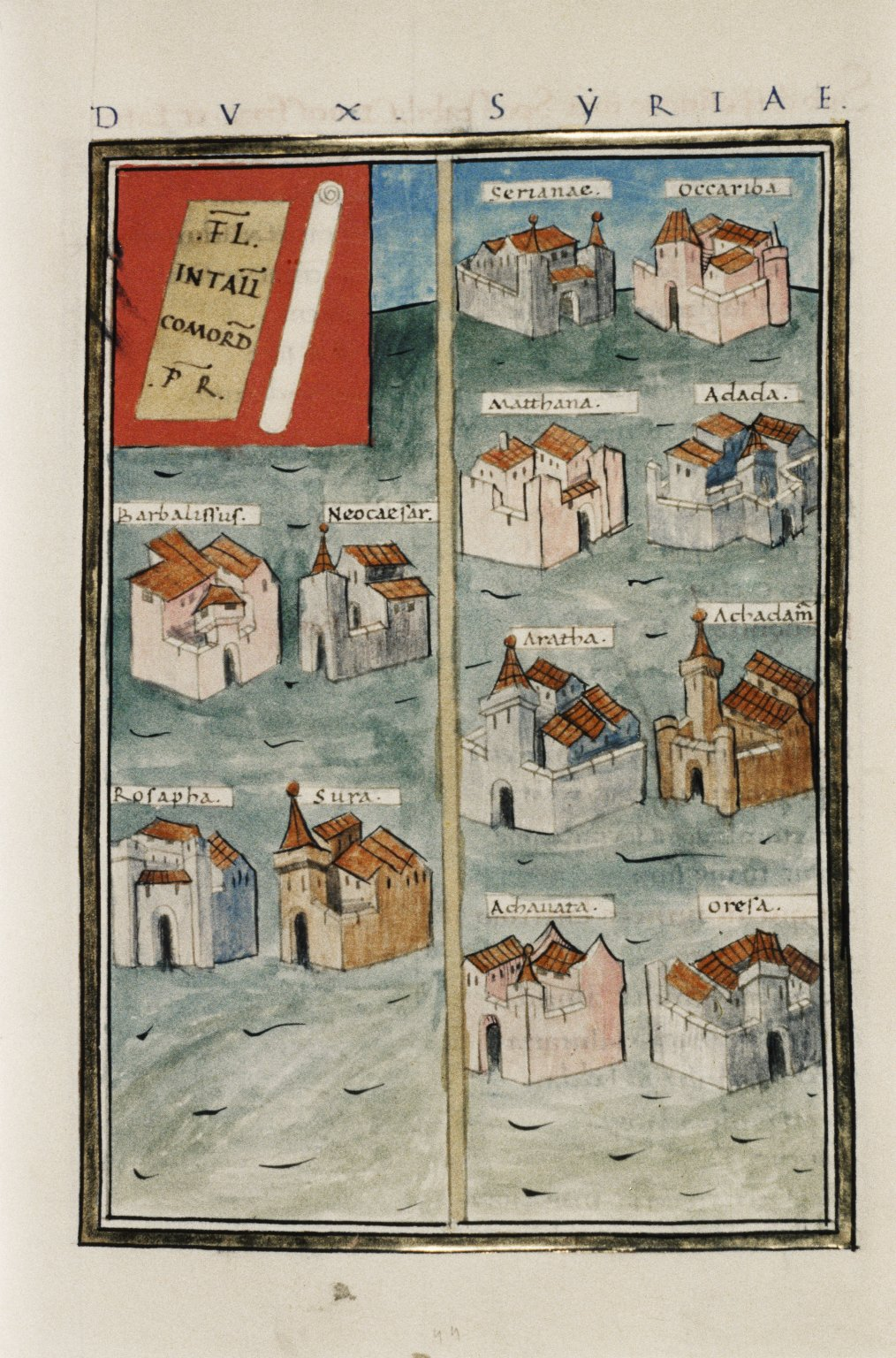
Ilustraciones de la Notitia Dignitatum orientalis mostrando las bases militares a disposición del Dux Syriae.